# Can Sala (Taradell)
Can Sala és una masia de Taradell (Osona) inclosa a l'Inventari del Patrimoni Arquitectònic de Catalunya.

## Descripció
Edifici civil. Masia de planta quadrada coberta a quatre vessants, es troba adossada a un terraplè de la carretera, a llevant consta de PB i dos pisos i a ponent només té la PB i el 1er. p. La façana es troba orientada al SO presenta un portal d'arc rebaixat i una finestreta a cada banda, al 1er. un porxo d'arc rebaixat i una finestra a cada costat. La façana SE també té un portal d'arc rebaixat i diverses finestres, al NE s'hi adossen dos cossos de construcció recent que enllacen amb una casa nova.
Es construïda amb pedra basta unida amb morter i totxo, l'estat de conservació es bo.

## Història
Casa que es troba al peu del camí de Vilalleons a Tarradell i avui arran de la urbanització de la Miranda de la Plana o la Roca.
Fou construïda vers els anys trenta per un mestre d'obres de Tarradell anomenat Felip Seuma. A l'entrada damunt el pedrís hi ha una inscripció damunt el ciment que du la data 1933.
El nom de la Sala li prové de l'antic i llegendari mas de Vilalleons anomenat "La Sala", ja que uns masovers d'aquell mas van venir a instal·lar-se aquí.